# Quique Setién
Quique Setién, właśc. Enrique Setién Solar (ur. 27 września 1958 w Santanderze) – hiszpański trener i piłkarz, który grał na pozycji pomocnika. Piłkarz plażowy, reprezentant Hiszpanii.

## Kariera klubowa
Pierwszym klubem Setiéna w karierze był Racing Santander. W 1977 roku trafił do kadry pierwszej drużyny i 2 października tamtego roku zadebiutował w Primera División w zremisowanym 1:1 meczu z Realem Betis. W 1979 roku spadł z Racingiem do Segunda División i w drugiej lidze Hiszpanii grał przez dwa lata. Do 1983 roku występował w Primera División, a sezon 1983/1984 ponownie spędził w Segunda División. W sezonie 1984/1985 znów grał w barwach Racingu w pierwszej lidze.
Latem 1985 Setién odszedł do Atlético Madryt. 1 września 1985 zaliczył w nim debiut, a Atlético pokonało wówczas 3:0 Sevillę. W 1986 roku wystąpił w przegranym 0:3 finale Pucharu Zdobywców Pucharów z Dynamem Kijów. Przez pierwsze dwa sezony grał w pierwszym składzie Atlético, ale w sezonie 1987/1988 pełnił rolę rezerwowego.
W 1988 roku Setién przeszedł do CD Logroñés. 12 marca 1989 zadebiutował w nim w meczu z Valencią (0:1). W Logroñés grał przez 4 lata i w tym okresie pomagał zespołowi w utrzymaniu się w lidze. W 1992 roku wrócił do Racingu Santander i w 1993 roku awansował z nim do Primera División. W 1996 roku odszedł z niego do Levante UD z Segunda División B. Po pół roku gry w tym klubie zakończył karierę piłkarską.

## Kariera reprezentacyjna
W reprezentacji Hiszpanii Setién zadebiutował 20 listopada 1985 roku w zremisowanym 0:0 towarzyskim spotkaniu z Austrią. W 1986 roku został powołany przez selekcjonera Miguela Muñoza do kadry na Mundialu w Meksyku, na których nie rozegrał żadnego spotkania. W kadrze narodowej w latach 1985–1986 rozegrał 3 spotkania.

## Kariera trenerska
Po zakończeniu kariery Setién został trenerem. Pracował w takich zespołach jak: Racing Santander, Polideportivo Ejido, reprezentacja Gwinei Równikowej i CD Logroñés. W latach 2009–2015 był szkoleniowcem klubu CD Lugo. W latach 2015–2017 był trenerem UD Las Palmas. W maju 2017 roku został trenerem Realu Betis, zrezygnował z prowadzenia zespołu 19 maja 2019. 13 stycznia 2020 został trenerem FC Barcelony zastępując Ernesto Valverde. W swoim debiucie jako trener Barcelony 19 stycznia 2020 roku pokonał Granadę 1:0 na Camp Nou.
17 sierpnia 2020 na zebraniu zarządu zapadła decyzja że Quique Setién zostanie zwolniony z posady trenera, z powodu słabych wyników zespołu w sezonie, który zakończył się bez ani jednego oficjalnego trofeum po raz pierwszy od sezonu 2007/08.

## Statystyki

### Zawodnik
| Sezon   | Klub             | Kraj      | Rozgrywki          | Mecze | Bramki |
| ------- | ---------------- | --------- | ------------------ | ----- | ------ |
| 1977/78 | Racing Santander | Hiszpania | Primera División   | 21    | 2      |
| 1978/79 | Racing Santander | Hiszpania | Primera División   | 24    | 3      |
| 1979/80 | Racing Santander | Hiszpania | Segunda División   | ?     | ?      |
| 1980/81 | Racing Santander | Hiszpania | Segunda División   | 35    | 10     |
| 1981/82 | Racing Santander | Hiszpania | Primera División   | 22    | 5      |
| 1982/83 | Racing Santander | Hiszpania | Primera División   | 0     | 0      |
| 1983/84 | Racing Santander | Hiszpania | Segunda División   | 35    | 12     |
| 1984/85 | Racing Santander | Hiszpania | Primera División   | 33    | 7      |
| 1985/86 | Atlético Madryt  | Hiszpania | Primera División   | 30    | 5      |
| 1986/87 | Atlético Madryt  | Hiszpania | Primera División   | 32    | 1      |
| 1987/88 | Atlético Madryt  | Hiszpania | Primera División   | 11    | 1      |
| 1988/89 | CD Logroñés      | Hiszpania | Primera División   | 13    | 2      |
| 1989/90 | CD Logroñés      | Hiszpania | Primera División   | 32    | 9      |
| 1990/91 | CD Logroñés      | Hiszpania | Primera División   | 36    | 7      |
| 1991/92 | CD Logroñés      | Hiszpania | Primera División   | 30    | 2      |
| 1992/93 | Racing Santander | Hiszpania | Segunda División   | 37    | 11     |
| 1993/94 | Racing Santander | Hiszpania | Primera División   | 38    | 8      |
| 1994/95 | Racing Santander | Hiszpania | Primera División   | 37    | 6      |
| 1995/96 | Racing Santander | Hiszpania | Primera División   | 12    | 0      |
| 1995/96 | Levante UD       | Hiszpania | Segunda División B | 3     | 0      |

### Trener
Aktualne na 5 września 2023.
| Zespół              | Od                   | Do                  | Statystyka | Statystyka | Statystyka | Statystyka | Statystyka |
| Zespół              | Od                   | Do                  | M          | W          | R          | P          | % W        |
| ------------------- | -------------------- | ------------------- | ---------- | ---------- | ---------- | ---------- | ---------- |
| Racing Santander    | 4 października 2001  | 30 czerwca 2002     | 36         | 18         | 10         | 8          | 50,00      |
| Polideportivo Ejido | 1 lipca 2003         | 17 listopada 2003   | 13         | 2          | 4          | 7          | 15,38      |
| Gwinea Równikowa    | 1 lipca 2006         | 8 października 2006 | 1          | 0          | 0          | 1          | 0,00       |
| CD Logroñés         | 30 maja 2007         | 15 stycznia 2008    | 20         | 5          | 6          | 9          | 25,00      |
| CD Lugo             | 10 czerwca 2009      | 1 lipca 2015        | 258        | 97         | 83         | 78         | 37,60      |
| UD Las Palmas       | 19 października 2015 | 26 maja 2017        | 78         | 26         | 18         | 34         | 33,33      |
| Real Betis          | 26 maja 2017         | 19 maja 2019        | 94         | 40         | 21         | 33         | 42,55      |
| FC Barcelona        | 13 stycznia 2020     | 17 sierpnia 2020    | 25         | 16         | 4          | 5          | 64,00      |
| Villarreal CF       | 25 października 2022 | 5 września 2023     | 39         | 18         | 6          | 15         | 46,15      |
| Łącznie             | Łącznie              | Łącznie             | 564        | 221        | 153        | 190        | 39,18      |

## Osiągnięcia

### Zawodnik
Atlético Madryt
- Superpuchar Hiszpanii: 1985